# Comuna de Sulmierzyce
Sulmierzyce (polaco: Gmina Sulmierzyce) é uma gminy (comuna) na Polónia, na voivodia de Lodz e no condado de Pajęczański. A sede do condado é a cidade de Sulmierzyce.
De acordo com os censos de 2004, a comuna tem 4811 habitantes, com uma densidade 58,2 hab/km².

## Área
Estende-se por uma área de 82,72 km², incluindo:
- área agricola: 75%
- área florestal: 16%

## Demografia
Dados de 30 de Junho 2004:
|                      | Total   | Total | Mulheres | Mulheres | Homens  | Homens |
| -------------------- | ------- | ----- | -------- | -------- | ------- | ------ |
|                      | pessoas | %     | pessoas  | %        | pessoas | %      |
| População            | 4811    | 100   | 2432     | 50,6     | 2379    | 49,4   |
| Densidade (pop./km²) | 58,2    | 100   | 29,4     | 29,4     | 28,8    | 28,8   |

De acordo com dados de 2002, o rendimento médio per capita ascendia a 1278,18 zł.

## Subdivisões
- Bieliki, Bogumiłowice, Chorzenice, Dworszowice Pakoszowe, Eligiów, Kodrań, Kuźnica, Łęczyska, Marcinów, Ostrołęka, Piekary, Sulmierzyce, Sulmierzyce-Kolonia, Wola Wydrzyna.

## Comunas vizinhas
- Kleszczów, Lgota Wielka, Pajęczno, Rząśnia, Strzelce Wielkie, Szczerców